# Jesús Piedra Ibarra
Jesús Piedra Ibarra (Monterrey, Nuevo León; 17 de febrero de 1954) alias Rafael o Rafita es un estudiante, activista y guerrillero mexicano. Integrante de la Liga Comunista 23 de septiembre (LC23S) se desconoce su paradero desde el 19 de abril de 1975 cuando fue detenido y desaparecido forzadamente por elementos de la Dirección Federal de Seguridad (DFS) de México.

## Biografía

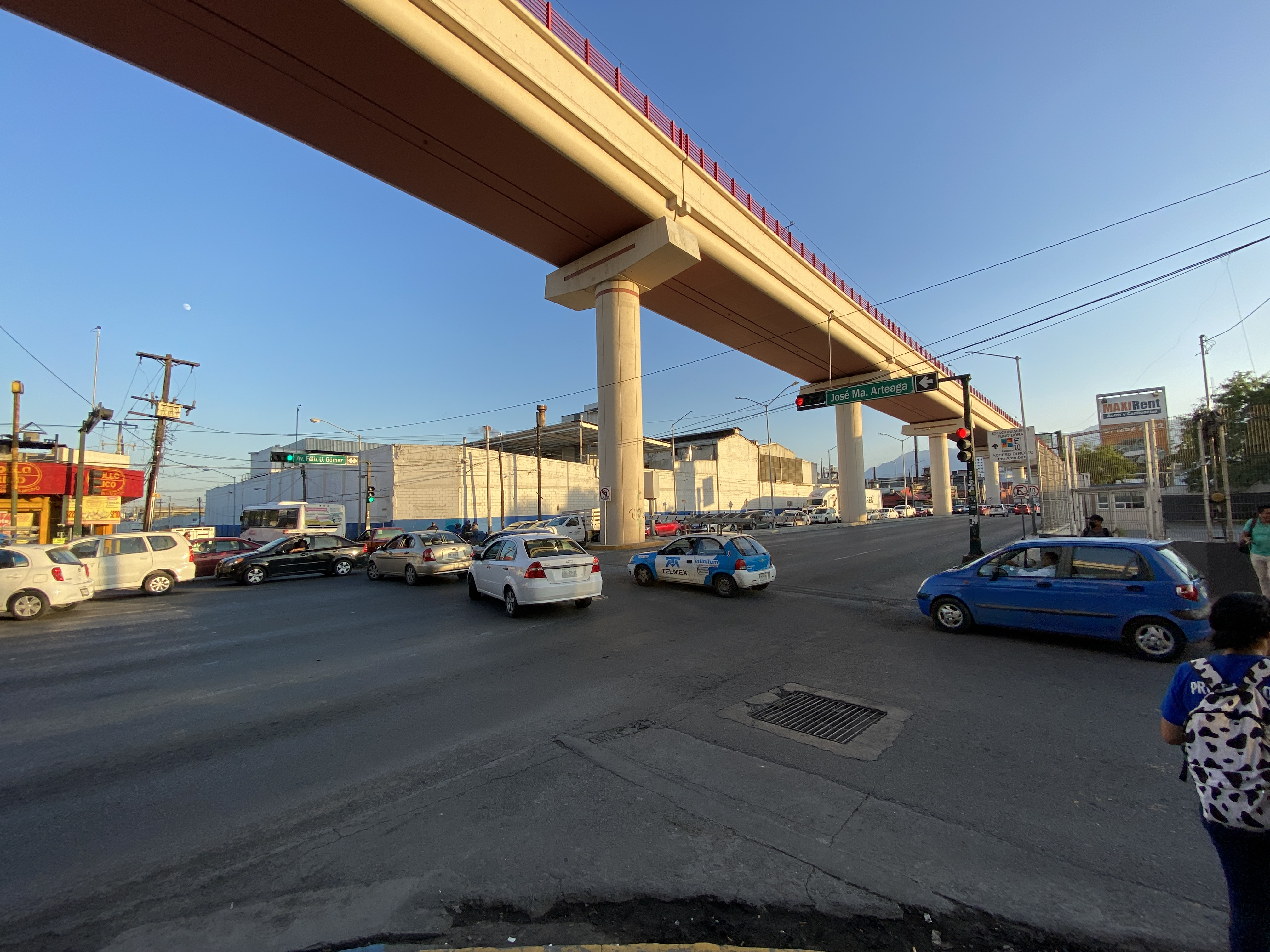
Cruce de la avenida Félix U. Gómez y la calle José María Arteaga, Monterrey, sitio en donde fue secuestrado Jesús Piedra Ibarra.

Los movimientos sociales y políticos —incluidos los obreros, estudiantiles y campesinos— de finales de los años 60 y principios de los 70 buscaron, entre otras cosas, la solución a distintas demandas sociales que tuvieron como fin la búsqueda de una auténtica vida democrática en México ante el autoritarismo del partido de estado que supuso el Gobierno de México bajo el Partido Revolucionario Institucional. De ocupar métodos legales e institucionales, dichas luchas pasaron en la época a una resistencia pacífica como el Movimiento de 1968, que tuvo como desenlace violento las masacres perpetradas por el gobierno de Gustavo Díaz Ordaz el 2 de octubre de 1968 y, posteriormente, el 10 de junio de 1971 con Luis Echeverría. Ante ello, diversos grupos de izquierda encontraron agotada la resistencia pacífica, las vías institucionales y veían que el Estado mexicano estaba decidido a aniquilar los movimientos, por lo que decidieron pasar a la clandestinidad y optar por la opción armada de la guerrilla ante la valoración de que sería imposible democratizar el poder por vías pacíficas, mismas que se demostraban agotadas tras la Matanza del Jueves de Corpus. Entre ellas se encontró la Liga Comunista 23 de Septiembre.
Jesús Piedra Ibarra nació en Monterrey el 17 de febrero de 1954, hijo de Jesús Piedra Rosales y de su esposa, Rosario Ibarra de Piedra. Es un estudiante de medicina de la Universidad Autónoma de Nuevo León que tenía afinidad con el comunismo al igual que su familia. Se unió en 1971 a la Liga Comunista Espartaco Monterrey, organización que participaría en la fundación de la LC23S, participando en diversas acciones de guerrilla urbana bajo el alias de Rafael o Rafita. Participó en lo que la liga consideraba acciones de expropiación revolucionaria como secuestros y asaltos bancarios, acciones que la liga realizaba para financiar sus actividades y hacer frente al Estado.
Si bien no hay constancia de su participación material en el hecho, el gobierno de México le colocó entre los objetivos estratégicos para ser detenido tras el intento de secuestro y asesinato de Eugenio Garza Sada el 17 de septiembre de 1973, al Piedra Ibarra participar como planificador del secuestro como Comité Coordinador Zonal Noroeste de la LC23S y servir como vigilante al ocurrir los hechos, comenzando el asedio a su familia. Primero, en 1973, agentes al mando de Miguel Nazar Haro allanaron ilegalmente la casa familiar de Piedra Ibarra, deteniendo extrajudicialmente a su padre Jesús Piedra Rosales y a su madre, Rosario Ibarra de Piedra. Un año más tarde, al realizar la LC23S una nueva ola de asaltos bancarios en Nuevo León, su padre fue secuestrado y torturado con el fin de revelar el paradero de su hijo. La tortura infligida a Piedra Rosales, médico de profesión, le causaron lesiones de gravedad en la columna vertebral; acusaría judicialmente sin éxito a sus torturadores entre los que se encontró el jefe de la Policía Judicial del Estado de Nuevo León, Carlos G. Solana Macías. En enero de 1974 Jesús Piedra Ibarra escribió una carta a su familia para avisar que estaba con vida. Acciones de seguimiento de la DFS indican que resultó herido en un enfrentamiento el 19 de febrero de 1975 en un intento por detenerle en Monterrey tras la revelación de la ubicación de la casa de seguridad donde se resguardaba, siendo rescatado por sus compañeros.
Miguel Nazar Haro ordenó vía telefónica a Carlos G. Solana Macías, entonces jefe de la Policía Judicial de Nuevo León y a Ricardo Condell Gómez, coordinador de la DFS en Nuevo León, la operación de búsqueda contra Jesús Piedra, quien fue detenido extrajudicialmente —no existen registros de una orden de aprehensión alguna en su contra—  por el grupo confirmado por Renato Granados, Raúl Romero, Héctor Caletri y Juventino Romero Cisneros, Javier Cortés, Manuel Meuriez, Gustavo Melo Palacios, Donato Granados Cuevas, Pedro Canizales y Ariel Salazar Castañeda al mando de Ricardo Condell Gómez  en la esquina de las calles Arteaga y Félix U. Gómez de la ciudad de Monterrey mientras esperaba el transporte público el 19 de abril de 1975. Juventino Romero Cisneros quien fungía como madrina —se denomina así en México a personas que colaboran en las operaciones policiacas sin ser agentes, con el fin de cometer tareas ilícitas que los agentes no pueden cometer— se le habría abalanzado por la espalda, resistiendo Piedra Ibarra a su detención, sumándose el resto de los agentes para someterlo e introduciéndolo a un vehículo de la DFS Chevrolet anaranjado modelo 1968. Piedra habría mordido a uno de los agentes que lo tomó por la boca, hiriéndolo y provocando que el agente al que atacó le fuera amputado un dedo. Fue amarrado de pies y manos y desarmado.
Documentos demuestran que fue llevado de las oficinas de la DFS en Monterrey, luego al rancho La Peña en Higueras, Nuevo León, donde fue torturado, de ahí a Avenida de la República 20, centro de detención clandestina en la Ciudad de México donde sufrió tortura y de ahí trasladado al Campo Militar número 1 donde quedó en manos de Miguel Nazar Haro y Luis de la Barreda Moreno según oficios firmados por estos mismos. Agentes que participaron en la detención fueron, incluso, felicitados por Nazar Haro por la detención. La Comisión Nacional de los Derechos Humanos (CNDH) tiene registros suyos de 1975 en esa instalación militar y un segundo testimonio sin veracidad plena hacia 1984, en donde se dice haberlo visto con vida en cárceles clandestinas de la Ciudad de México.
Su madre, Rosario Ibarra, comenzó entonces su búsqueda por instancias policiales de Monterrey, sin éxito, por lo que acudió a la Procuraduría General de la República a colocar una demanda por su desaparición forzada. Ibarra de Piedra increpó en varias veces a Luis Echeverría —ayudada por sus propios empleados y personal de seguridad— con el fin de pedirle la presentación con vida de su hijo, infructuosamente. La búsqueda la llevó a encontrar a otras madres de personas víctimas de desaparición forzada y encabezar la lucha por la aparición con vida de decenas de personas detenidas tras las labores de terrorismo de Estado del Gobierno de México —la llamada Guerra sucia— iniciadas en los años 70, fundando el Comité Pro-Defensa de Presos Perseguidos, Desaparecidos y Exiliados Políticos de México, hoy Comité ¡Eureka!. Ibarra encabezó la histórica huelga de hambre de 1978 en la Catedral Metropolitana de la Ciudad de México al lado de 48 familiares de desaparecidos más, con el fin de llamar la atención del entonces presidente José López Portillo y lograr la ubicación de su hijo Jesús. Si bien no lo logró, el hecho provocó un punto de inflexión al dar pie, entre otras cosas, a la Ley de Amnistía de 1978. El 24 de enero de 1979 el entonces titular de la Procuraduría General de la República, Oscar Flores Sánchez, negó en conferencia de prensa la existencia de presos políticos, desaparecidos y cárceles clandestinas en México, incluso la existencia de la Brigada Blanca, creada dos años antes. Sobre Jesús Piedra Ibarra dice que la fiscalía tiene una versión de que murió en un enfrentamiento con policías y que habría sido enterrado de manera clandestina.
Entre 1990 y 1992 la CNDH comienza una investigación sobre las desapariciones de la llamada Guerra sucia, incluyendo el caso de Jesús Piedra Ibarra, logrando con sus diligencias entrevistar a tres agentes que afirmaron haber participado en la detención extrajudicial de Piedra. La comisión concluyó tras una investigación consignada en el expediente CNDH/PDS/90/NL/N00062.000 que:
- la detención de Piedra Ibarra fue extrajudicial al haberse cometido sin un mandato judicial, misma en la que no se garantizaron sus derechos humanos y jurídicos al no ser presentado a las instancias correspondientes tras ser detenido
- la DFS se hizo de atribuciones que no estaban en sus tareas legalmente mandatadas como interrogarlo
- la DFS cometió un cateo sin el debido mandato judicial, ya que no consta en ningún expediente que algún juez la haya autorizado
- la DFS fue la perpetradora de la desaparición forzada de Piedra Ibarra «en virtud de que la última noticia de su paradero es que se encontraba siendo interrogado por la mencionada autoridad el día 19 de abril de 1975, fecha a partir de la cual no se cuenta con otro registro oficial de su paradero»
- se deslindó a Ibarra de Piedra de haber pertenecido o tenido nexos con la guerrilla Movimiento 19 de abril de Colombia, información periodística falsa difundida por el periódico El Norte de Monterrey el 12 de mayo de 1980.

El 22 de mayo de 2002, la Fiscalía Especial para Movimientos Sociales y Políticos del Pasado (FEMOSPP) acusó penalmente de su desaparición con la causa PGR/FEMOSPP/017/2002 a Miguel Nazar Haro, Luis de la Barreda Moreno y Juventino Romero Cisneros, como autores del delito de privación ilegal de la libertad sancionado en las leyes vigentes de 1975 como un delito. El juez Cuarto en Materia Penal con sede en Nuevo León rechazó la imputación a los acusados argumentando la prescripción del delito de secuestro por el tiempo transcurrido, según el marco jurídico vigente. Entonces, la Suprema Corte de Justicia de la Nación emitió el Recurso de Apelación Extraordinaria 1/2003 en el que sentó un precedente jurídico al determinar que no había indicios del término del secuestro de Piedra Ibarra al no contarse con evidencias de su puesta en libertad o a disposición de alguna autoridad competente, por lo que dicho delito se consideraba imprescriptible al considerarse que podría considerarse lo contrario cuando los perpetradores de su secuestro le devolvieran la libertad, no cuando el hecho ocurrió, como había ordenado el juez de Nuevo León.  Asimismo la última diligencia realizada sobre el caso había ocurrido en 1991 hecha por la CNDH, reconociendo la SCJN el valor probatorio de dichos testimonios para determinar la responsabilidad penal de Nazar, De la Barreda y Romero, por lo que fueron liberadas órdenes de aprehensión el 21 de abril de 2003 acusados del secuestro de Jesús Piedra Ibarra e Ignacio Salas Obregón. 
Las acusaciones de la FEMOSPP sobre el caso Jesús Piedra Ibarra —entre otros— fracasaron debido a distintos arreglos políticos para lograr la impunidad de los responsables de los crímenes de la llamada Guerra sucia, provocando la exoneración de los acusados. Nazar Haro fue detenido el 18 de febrero de 2004, recibiendo la calificación por parte de la Secretaría de Seguridad Pública de México como una persona con «baja capacidad criminal y alta adaptabilidad social» al ser internado en un penal de Topo Chico, Nuevo León. Durante el proceso judicial de Nazar, legisladores del Partido Acción Nacional y del Partido Revolucionario Institucional aprobaron una reforma al Código penal mexicano para que las personas calificadas como de baja peligrosidad criminal pudieran contar con el beneficio de la prisión domiciliaria, misma a la que se apegó el acusado además debido a su edad y estado de salud. Fue finalmente exonerado en 2006.
La acusación a Luis de la Barreda no tuvo el mismo éxito judicial por el Caso Piedra Ibarra, por lo que fue exonerado. Carlos G. Solana Macías, exjefe de la Policía Judicial del Estado de Nuevo León y convertido en empresario hotelero, fue detenido el 30 de diciembre de 2005 en la Ciudad de México, acusado del secuestro de Piedra Ibarra. Juventino Romero Cisneros fue detenido en octubre de 2004, por la misma razón. En su defensa, admitió su participación en la detención de Jesús Piedra pero argumentando obediencia debida. Ambos fueron exonerados y liberados de responsabilidades el 23 de mayo de 2006.
El miércoles 23 de octubre de 2019 se buscó condecorar con la Medalla Belisario Domínguez a Rosario Ibarra de Piedra, insignia que la activista y excandidata presidencial rechazó recibir hasta que el gobierno presentara con vida a su hijo Jesús. En esa oportunidad la senadora Ifigenia Martínez Hernández afirmó "«la desaparición nunca aclarada de un hijo es un duelo perpetuo que no es la salida al camino con una esperanza inextinguible de ver también una lucha y exigencia del respeto al derecho social y a la libertad política, dentro de los problemas, las insuficiencias y rezagos con Rosario Ibarra de Piedra, vivimos y actuamos con la esperanza de mejorar las condiciones de bienestar social y niveles de vida de todos los mexicanos.»